# 内海隆一郎
内海 隆一郎（うつみ りゅういちろう、1937年6月29日 - 2015年11月19日）は、日本の小説家である。「ハートウォーミング」と呼ばれる独自のスタイルによって市井の人々を描くことを得意とし、芥川賞に1回、直木賞に4回候補作となった。『蟹の町』(1970年）などで注目されるも長く断筆し編集者を続ける。『人びとの忘れもの』（1985年）が好評を得、執筆に専念。

## 人物
愛知県名古屋市生まれ、岩手県一関市出身。岩手県立一関第一高等学校を経て、立教大学社会学部卒業。

### 生い立ち
3歳のとき、父親が一関の亜炭鉱山の経営者に着任、一家とともに移住した内海は、20歳までを同地で過ごした。内海は一関中学校から一関第一高等学校に進学、高校時代は柔道に熱中した。初め鉱山の経営は順調で、太平洋戦争（大東亜戦争）敗戦直後までの内海家は裕福であったが、ほどなくすると亜炭需要が激減し、一家は没落して生活は困窮した。やがて鉱山は閉山となり、父親は厳美渓の温泉旅館「渓泉閣」の支配人となった。内海は高校卒業後、志望していた獣医大学に入学して上京したが、経済的な事情から学業の継続を断念、半年ほどで一関に帰郷した。そこで両親とともに温泉街に間りして暮らした内海は、しばらくのあいだそこで刺激的で退廃的な生活を送っていた。
後年、内海の作品には父親や一関（架空の地名「岩井」、もしくは「I市」とされる）やそこに暮らす人々のエピソードが多く描かれることになる。

### 作家として
立教大学を卒業して出版社に編集者として勤務していた1969年（昭和44年）、処女小説「雪洞にて」が第28回文學界新人賞を受賞した。しかし翌年、受賞第一作である小説「蟹の町」が第63回芥川賞候補となるも落選すると、そのショックから以降15年間に渡って断筆、編集者として務め続けた。
1984年（昭和59年）、友人の紹介によって、日本ダイナースクラブの月刊会員誌 「シグネチャー」への寄稿を開始。同誌では市井の人びとを描いた一話完結の短編小説を連載し、それらは翌年『人びとの忘れもの』として筑摩書房から出版された。エッセイとも小説ともとれる手法で日常生活のなにげない出来事をおだやかな文章で描いた心あたたまる短編は反響を呼び、後に「人びとシリーズ」と呼ばれる独自の作風として定着した。これらは評論家や編集者からも絶賛され、この後内海は文筆業に専念することとなった。
1992年（平成4年）「人びとの光景」、「風の渡る町」が第107回と第108回直木賞、1993年（平成5年）「鮭を見に」が第110回直木賞、1995年（平成7年）には「百面相」が第113回直木賞の候補作品となった。2008年（平成20年）、「人びとシリーズ」のベストセレクションとして「30％の幸せ」が出版された。
2015年11月19日に白血病のため死去。78歳没。

## 著書
- 『金色の棺  藤原三代の謎を開く』筑摩書房 1985  のち文庫
- 『人びとの忘れもの』筑摩書房 1985 のち文庫
- 『千二百五十日の逃亡』筑摩書房 1987
- 『人びとの情景』PHP研究所 1988  のち文庫
- 『人びとの旅路』新潮社 1988  のち文庫
- 『家族の肖像』新潮社 1990
- 『帰郷ツアー』角川書店 1990  のち講談社文庫
- 『人びとの岸辺』筑摩書房 1990
- 『街の眺め』毎日新聞社 1990 のち文春文庫
- 『蟹の町』メディアパル 1990 のち講談社文庫
- 『人びとの季節』PHP研究所 1990 のち文庫
- 『父から娘に贈る「幸福論」』主婦と生活社 1991  のちPHP文庫
- 『街のスケッチブック』毎日新聞社 1991
- 『人びとの光景』新潮社 1992
- 『波多町』（なみだまち）集英社 1992  のち文庫
- 『遠い歓声』新潮社 1992
- 『風の渡る町』徳間書店 1992 のち小学館文庫
- 『木に挨拶をする 私本・聴き耳頭巾』筑摩書房 1992
- 『一杯の歌』文藝春秋 1992  のち文庫
- 『鰻のたたき』光文社 1993  のち文庫
- 『湖畔亭』集英社 1993 のち文庫
- 『人びとの街角』PHP研究所 1993
- 『窓からの街』蝸牛社 1993
- 『鮭を見に』文藝春秋 1993
- 『懐かしい場所』実業之日本社 1994
- 『欅通りの人びと』講談社文庫 1994
- 『だれもが子供だったころ』毎日新聞社 1994 のち河出文庫
- 『街の匂い』講談社 1994
- 『北の駅』徳間書店 1995  のち文庫
- 『翼ある船は』講談社 1995
- 『人びとの坂道』弥生書房 1995
- 『百面相』講談社 1995
- 『みんなの木かげ』PHP研究所 1995
- 『北のジム』集英社 1996
- 『家族ホテル』講談社 1996
- 『居酒屋志願』小学館 1996  のち文庫
- 『街のなかの円景』エー・ジー出版 1996
- 『御仕出し立花屋 狐の嫁入り』PHP研究所 1997  のち文庫
- 『鰻の寝床』光文社 1997  のち文庫
- 『山からの手紙』河出書房新社（ものがたりうむ） 1997
- 『丹塗りのぽっくり』筑摩書房 1997
- 『島の少年』河出書房新社 1997
- 『懐かしい人びと』PHP研究所 1997 のち文庫
- 『描かれた風景への旅』講談社 1998
- 『早春の故郷を離れて』毎日新聞社 1998
- 『一億人のための遺言状』（選）蝸牛社 1998
- 『大樹の下に』徳間書店 1998
- 『遅咲きの梅』筑摩書房 1998
- 『義兄弟エレジー』実業之日本社 1999
- 『風のかたみ』光文社 2000 のち文庫
- 『みどりいろの風』PHP研究所 2000
- 『大づち小づち』河出書房新社 2000
- 『魚の声』集英社 2001
- 『その夏ぼくらがしたこと』PHP研究所 2002
- 『朝の音』朝日新聞社 2002
- 『郷愁 サウダーデ』光文社 2004 のち文庫
- 『木々にさす光 リーリと真也のハートフル・ストーリー』PHP研究所 2004
- 『地の螢』徳間書店 2007
- 『30%の幸せ』メディアパル 2008